# Parasyntormon inornatus
Parasyntormon inornatus är en tvåvingeart som beskrevs av Becker 1919. Parasyntormon inornatus ingår i släktet Parasyntormon och familjen styltflugor.
Artens utbredningsområde är Ecuador. Inga underarter finns listade i Catalogue of Life.